# Pierre Lenouvel
Pour les articles homonymes, voir Lenouvel.
Pierre Lenouvel est un homme politique français né le 15 février 1767 à Falaise (Calvados) et mort le 12 avril 1850 à Vire (Calvados).

## Biographie
Propriétaire, maire de Vire, il est député du Calvados pendant les Cent-Jours, puis de 1831 à 1833, siégeant dans l'opposition à la Monarchie de Juillet.

## Sources
- « Pierre Lenouvel », dans Adolphe Robert et Gaston Cougny, Dictionnaire des parlementaires français, Edgar Bourloton, 1889-1891 [détail de l’édition]